# Ginásio da Universidade de Pequim

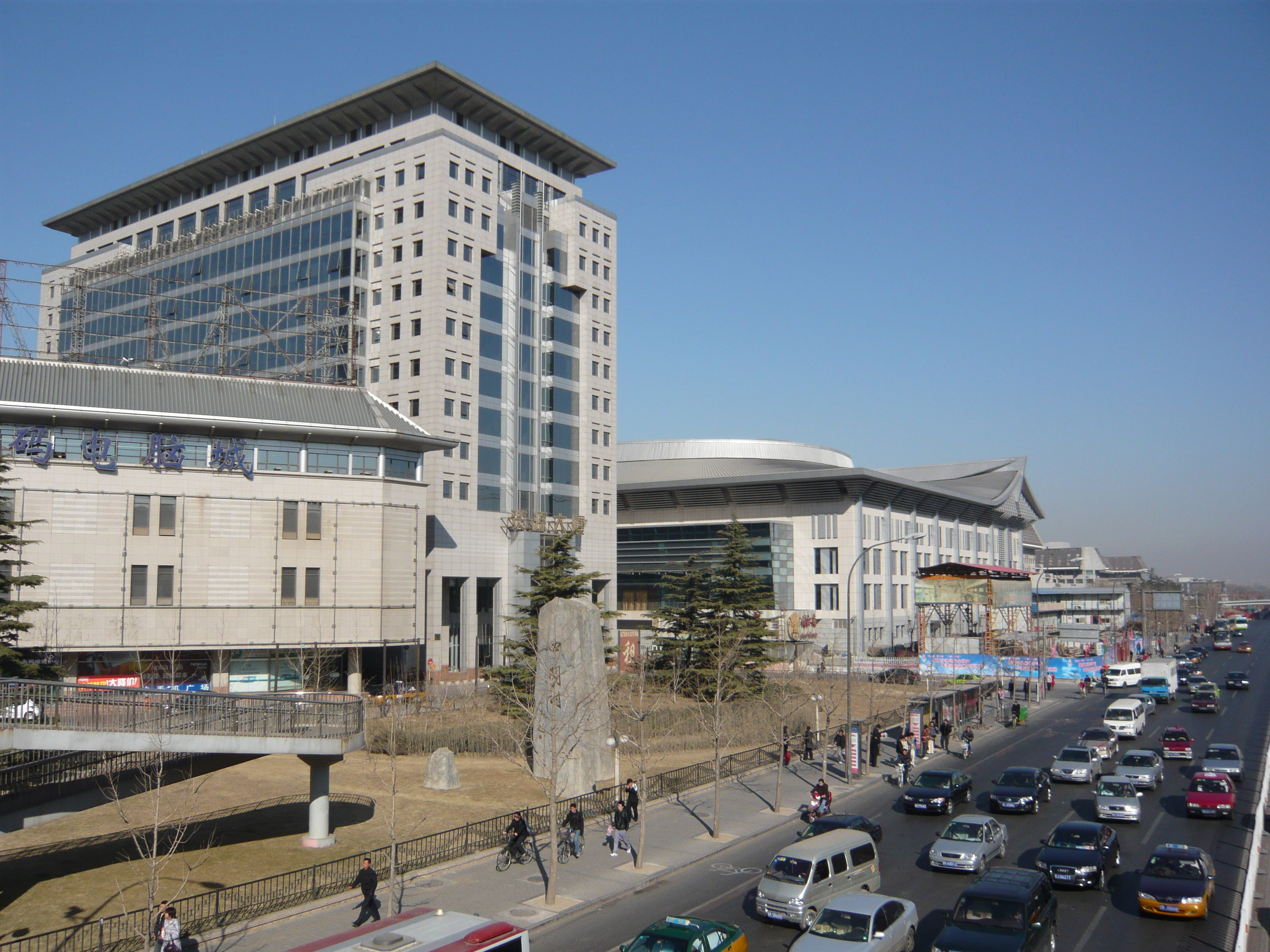
Ginásio da Universidade de Pequim

O Ginásio da Universidade de Pequim é uma arena indoor localizada na parte sudoeste do campus da Universidade de Pequim, construída para os Jogos Olímpicos de Verão de 2008. No local ocorreram as competições de tênis de mesa. Foi a primeira vez que o esporte teve uma sede dedicada a ele desde que foi incluído no programa olímpico, em Seul 1988.
O ginásio possui uma área total de 26.900 m², 6.000 lugares fixos e 2.000 temporários. A construção começou em 17 de setembro de 2005. O ginásio foi inaugurado em 3 de dezembro de 2007.
Em 2 de julho de 2007, o ginásio pegou fogo durante as etapas de soldagem, mas ninguém sofreu danos.
Após os Jogos, o ginásio passou a contar com estrutura para sediar competições de tênis de mesa, handebol, basquete, badminton, vôlei, futsal ou ginástica. Além disso, serve para treinos, educação física, convenções e apresentações artísticas e esportivas.